# Reckershausen (Nedersaksen)
Reckershausen is een dorp in de gemeente Friedland in het Landkreis Göttingen in
Nedersaksen in Duitsland. Reckershausen ligt aan de Uerdinger Linie, in het traditionele Nederduitse gebied.